# Red Byron

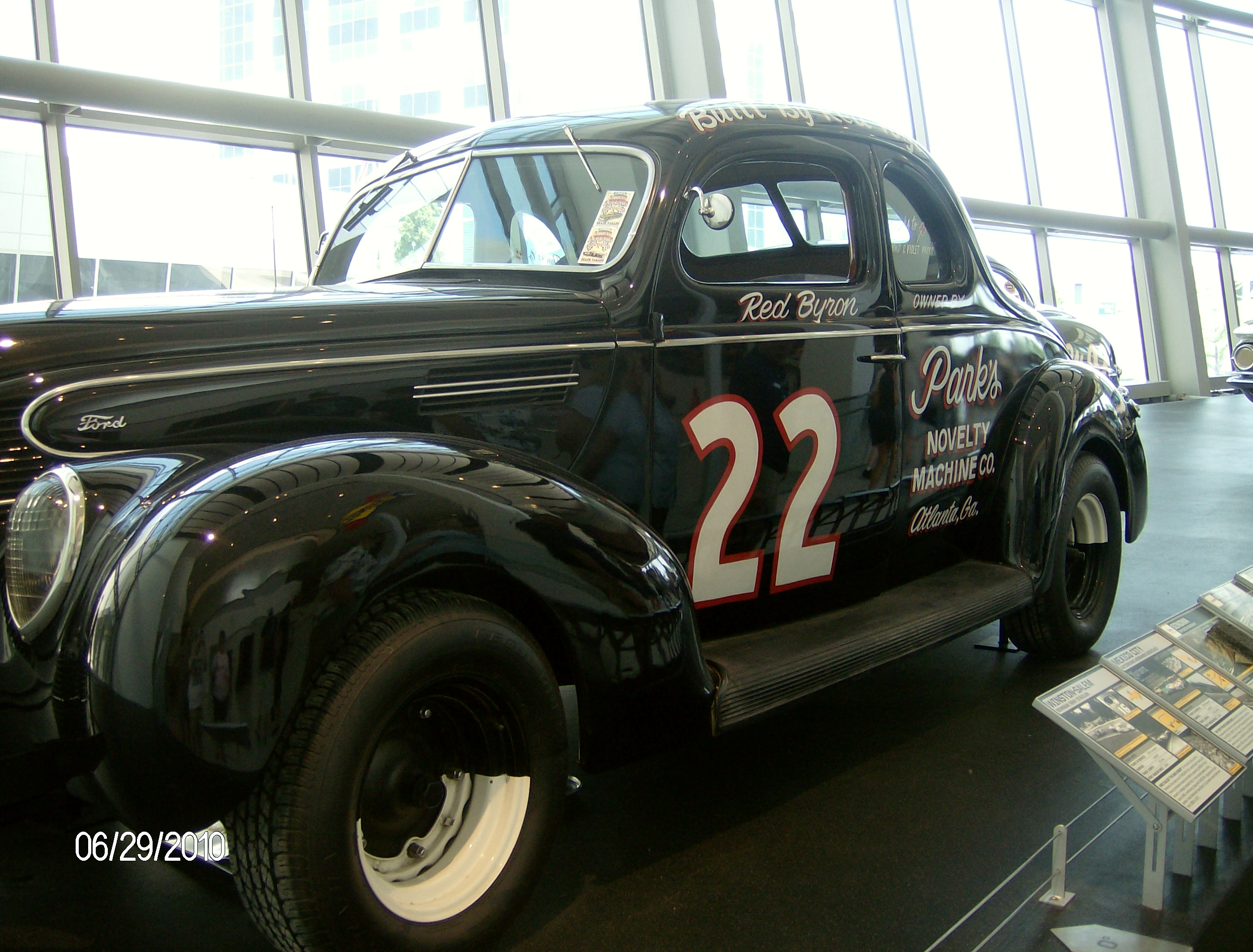
Samochód wyścigowy Reda Byronsa w NASCAR Hall of Fame

Robert „Red” Byron (ur. 12 marca 1915 w Kolorado, zm. 11 listopada 1960 w Chicago) – amerykański kierowca wyścigowy. W 1949 roku został pierwszym mistrzem serii Strictly Stock, z której powstała główna seria NASCAR, Sprint Cup.

## Kariera
Robert Byron urodził się w Colorado. Później  przeniósł się do Anniston w Alabamie, gdzie rozpoczął starty w wyścigach. W 1932 zaczął startować w wyścigach i brał w nich udział do 1940 roku odnosząc wiele sukcesów na Talladedze, dopóki jego kariera kierowcy wyścigowego nie została przerwana przez drugą wojnę światową. Został inżynierem lotu w Siłach Powietrznych Stanów Zjednoczonych, gdzie latał samolotami B-24. Został trafiony, na szczęście jednak samolot nie spadł na ziemię. Doznał jednak urazu lewej nogi. Spędził 27 miesięcy w wojskowym szpitalu. Nogi nie udało się do końca wyleczyć, dlatego w wyścigach startował w stalowej szynie przykręconej do pedału sprzęgła. Po wojnie wrócił do wyścigów. Zaczął starty w AAA, lecz po wygraniu 9 z 18 wyścigów wycofał się z rywalizacji. W 1948 roku ścigał się w serii samochodów seryjnych NASCAR Modified Series. Następnego roku seria została przekształcona w Strictly Stock series. Red Byron został mistrzem serii wygrywając w dwóch z ośmiu wyścigów, na torze Daytona Beach oraz Martinsville. Starty kontynuował do 1951 roku, jednak nie odniósł już żadnego zwycięstwa. Z powodu problemów zdrowotnych musiał się wycofać z wyścigów. Pozostał jednak w świecie wyścigów pracując dla 
Briggs Cunningham, które budowało amerykański samochód sportowy zdolny do zwycięstw w wyścigach Grand Prix. Następnie kierował zespołem Corvetty budujący samochód w tym samym celu. Żaden projekt się nie udał, ale Byron był zadowolony z pracy. 
Zmarł 11 listopada 1960 w pokoju hotelowym w Chicago na atak serca w wieku 45 lat. Kierował wtedy zespołem startującym w Sports Car Club of America.
W 1966 roku dołączono go do Motorsports Hall of Fame, Amerykańskiej listy najwybitniejszych postaci związanych z wyścigami. W 1998 roku, z okazji obchodów 50 lecia istnienia serii NASCAR, został wybrany jednym z pięćdziesięciu najlepszych kierowców NASCAR w historii. 